# Ланьтянь
Ланьтя́нь (кит. упр. 蓝田, пиньинь Lántián) — уезд города субпровинциального значения Сиань провинции Шэньси (КНР). Уезд назван в честь горы Ланьтяньшань, в которой с древних времён добывают знаменитый нефрит.

## История
Уезд Ланьтянь был создан ещё в царстве Цинь в 379 году до н. э. При империи Северная Вэй в 446 году он был присоединён к уезду Бачэн (霸城县), но в 487 году воссоздан. При империи Северная Чжоу уезд был в 557 году поднят в статусе до округа Ланьтянь (蓝田郡), который был разделён на уезды Юйшань (玉山县) и Байлу (白鹿县), но в 573 году эти уезды были расформированы, а округ вновь понижен в статусе до уезда.
При империи Тан в 619 году вновь был создан уезд Байлу. В 620 году также опять был создан уезд Юйшань, а уезд Байлу был переименован в Нинминь (宁民县). В 629 году уезды Нинминь и Юйшань были опять присоединены к уезду Ланьтянь.
В 1950 году был образован Специальный район Вэйнань (渭南专区), и уезд вошёл в его состав. В 1956 году он был расформирован, и уезд перешёл под непосредственное управление властей провинции Шэньси, а в 1958 году был передан под юрисдикцию города Сиань. В 1961 году был воссоздан Специальный район Вэйнань, и уезд вернулся в его состав. В 1969 году Специальный район Вэйнань был переименован в Округ Вэйнань (渭南地区). В 1983 году уезд Ланьтянь был опять передан под юрисдикцию города Сиань.

## Административное деление
Уезд делится на 1 уличный комитет и 18 посёлков.

## См также
Лёссовое плато